# بردية ليدن X
بردية ليدن P. Leyden X) X) هي مخطوطة بردية كُتبت باللغة اليونانية في حوالي أواخر القرن الثالث ميلادي أو ربما حوالي 250 ميلادي. ودُفنت مع مالكها،  وحُفظت اليوم في جامعة لايدن في هولندا.

## الأصل
اكتشفت بردية ليدن في طيبة بمصر، إلى جانب بردية ستوكهولم التي من المرجح أنها كُتبت من قِبل ذات الكاتب، والعديد من البرديات السحرية اليونانية في أوائل القرن التاسع عشر من قِبل مغامر يطلق على نفسه اسم جان داناستاسي والذي شغل مكتب نائب القنصل السويدي بالإسكندرية. وباع عددًا من البرديات للحكومة الهولندية في عام 1828، والتي أُودعت في مكتبة جامعة لايدن وصُنفت أبجديًّا من A إلى Z.
نُشرت البرديات لأول مرة وتُرجمت إلى اللغة اللاتينية من قِبل كونراد ليمانس في عام 1885 (Papyri graeci musei antiquarii publici Lugduni Batavi). البرديات من A إلى U تتعلق بالمسائل المتعلقة بالقانون المصري القديم، أما البرديات V، و W، و X فتتعلق بالكيمياء.
عُثرعلى بردية ستوكهولم ذات الصلة مع هؤلاء، وتبرعت بها أناستاسي للسويد في عام 1832. ونُشرت للمرة الأولى من قِبل أوتو لاجيررانتز في عام 1913 (بردية جريكوس هولمينسيس). في حين أن بردية ليدن X تتعامل مع علم المعادن، فإن بردية ستوكهولم تتعامل مع الأحجار الكريمة واللؤلؤ وصباغة المنسوجات.

## بردية V
تحتوي البردية V على وصفة لحبرغامض مصنوع من ميسي (خامات البيريت المؤكسدة، وهو مزيج من النحاس وكبريتات الحديد)، و أخضر برونزفيك، وتفاح البلوط، والصمغ، ومادة مكونة من 7 عطور و 7 أزهار. وتحتوي على وصفة لتنقية الذهب بالإسمنت الملكي. وتقدم قائمة تضم 37 اسمًا سريًا للنباتات اخترعت من قبل الكَتبة المقدسون، وهي تحتوي على أسماء رمزية مثل «دم الأفعى» و «ذيل الجرذ» و «مني الأسد». ومازال أثر هذه التسمية قائم في الأسماء النباتية، كما في الألمانية "Löwenzahn" (الهندباء: سن الأسد) وحليب الذئب؛ وأيضًا في دم التنين الذي من المحتمل أنه مازال يشير إلى نفس الراتنج كما في العصور القديمة. وقُدمت بعض هذه الأسماء المستعارة من قِبل ديوسكوريدس ولكن بمعاني مختلفة.

## بردية W
تحتوي بردية W على دعوات سحرية ومحتوى يهودي معرفي. تُقدم العطور السبعة على النحو التالي: شجرة اللبنى مخصصة لزحل، ونبات الساذج الهندي للمشتري، والقسط للمريخ، واللبان للشمس، والناردين للزهرة، والقرفة الصينية لهيرميس، والمر للقمر. والزهور السبعة هي: الناردين، والمردقوش، والزنبق، واللوتس، والحوذان، والنرجس، والبنفسج الأبيض.

## بردية X
تتكون البردية من 10 أوراق بحجم 30 × 34 سم، مطوية طوليًّا بحيث تُكوّن 20 صفحة، منها 16 صفحة تحتوي على كتابة، وتحتوي كل صفحة على 28-47 سطرًا. يحتوي النص على مائة وإحدى عشرة وصفة لاستخراج المعادن النفيسة، أو لتزييف مثل هذه المعادن أو الأحجار الكريمة والصبغ الأرجواني. كما يحتوي على تفاصيل تصنيع الأنسجة وصناعة الأحبار الذهبية والفضية. ولم تكن هذه الوصفات مفصلة، ومن المحتمل أنها كانت بمثابة مذكرة لأولئك الذين كانوا على دراية بهذه العملية بالفعل. العرض عملي فقط ولا يتضمن العناصر الكيميائية أو الفلسفية المعتادة. والوصفات الإحدى عشرة الأخيرة هي ببساطة مقتطفات قصيرة من كتاب المقالات الخمس للمؤلف ديوسقوريدس فيدانيوس، وهي في الأساس عبارة عن وصف لبعض المعادن المعينة.
تقتبس بردية ليدن X من ديوسكوريدس بدون إضافات زائفة التي ربما تم إدخالها من قبل الكتّاب اللاحقين. وعلى سبيل المثال: كُتب في نسخة كورت سبرنغل من كتاب المقالات الخمس أن الزئبق يُخزّن في أوعية من الزجاج، والرصاص، والقصدير، والفضة. فمن الصحيح أن الزجاج لا يتأثر بالزئبق، ولكن تعرضت جميع المعادن المذكورة للهجوم، ويُولّي زوسيميوس عناية خاصة للإشارة إلى ذلك. ففي خلاصة ديوسقوريدس في بردية ليدن X يوصي بأن الزئبق يخزن في الزجاج فقط 

## فهرس
- روبرت هاليوكس: بردية دي ليدن، بردية دي ستوكهولم، شظايا دي ريستيت . Texte établi et Traduction. Les Belles Lettres، Paris 1981 (= Les alchimistes grecs، 1)،(ردمك 2-251-00003-8) .
- Conrad Leemans: Papyri graeci Musei antiquarii publici Lugduni-Batavi ، vol. 2، ليدن 1885، ص. 199 ف.
- إيرل رادكليف كالي: بردية ليدن X: ترجمة إنجليزية مع ملاحظات موجزة . في: مجلة التربية الكيميائية المجلد. 3، رقم 10 (أكتوبر 1926)، ص. 1149-1166.
- ليزلي برنارد هانت: أقدم دليل معدني: وصفات من القرن الرابع لصائغ الذهب . في: نشرة الذهب 9 (1976)، س 24-31
- C.Raub: كيفية طلاء الأشياء بالذهب - Pliny و Leyden Papyrus X و Mappae Clavicula و Theophilus كما يُرى بعيون كيميائي حديث. في: Christiane Eluère (Hrsg.)، Outils et ateliers d'orfèvres des temps ancien ، Société des Amis du Musée des Antiquités Nationales et du Château de Saint-Germain-en-Laye، Saint-Germain-en-Laye 1993 (= Antiquités nationales mémoire، 2)، S .101-110
- آري والرت: الكيمياء وتكنولوجيا الفن في العصور الوسطى. في: Zweder R. von Martels (Hrsg.)، Alchemy Revisited: Proceedings of the International Conference on the History of Alchemy at the University of Groningen 17–19 April 1989 ، Brill، Leiden [ua] 1990 (= Collection de l'Académie Internationale d'Histoire des Sciences، 33)،(ردمك 90-04-09287-0) ، س 154-161

## روابط خارجية
- وليام جينسن، بردية ليدن وستوكهولم